# Wishingwell Records
Wishingwell Records — американский инди-лейбл, основанный в 1985 году в Фаунтин Вэлли (штат Калифорния, США). Специализация — хардкор-панк, пост-хардкор, металкор. Являлся дочерней компанией Giant Records, просуществовал до 1989 года.
Лейбл сыграл значительную роль в развитии поджанра youth crew. Под лейблом Wishingwell Records записывались Youth of Today (дебютный альбом), Uniform Choice, Unity, Shades Apart, Instead и др.

## Дискография
| Индекс     | Год  | Исполнитель     | Название                | Тип   |
| ---------- | ---- | --------------- | ----------------------- | ----- |
| WW 1       | 1985 | Unity           | You Are One             | 7" EP |
| GWD 90530  | 1986 | Bl'ast          | The Power of Expression | LP    |
| WW 3       | 1986 | Unifrorm Choice | Screaming for Change    | LP    |
| WW 3CD     | 1986 | Unifrorm Choice | Screaming for Change    | CD    |
| WW 4       | 1986 | Youth of Today  | Break Down the Walls    | LP    |
| GRI 6019-1 | 1988 | Instead         | Bonds of Friendship     | LP    |
| GRI 6020-1 | 1988 | Vic Bondi       | The Ghost Dances        | LP    |
| GRI 6022-1 | 1988 | Apology         | Pass You By             | LP    |
| GRI 6023-1 | 1988 | Shades Apart    | Shades Apart            | LP    |
| WW 7       | 1988 | Grave Goods     | Narrow House            | 7"    |
| GRI 6021-1 | 1989 | 76% Uncertain   | Hunka Hunka Burnin' Log | LP    |

## Интересные факты
- Wishingwell Records были известны, в частности, своими цветными грампластинками. К примеру, альбом Break Down the Walls Youth of Today вышел на чёрном, зелёном, красном, сиреневом и сером виниловых дисках[4].
- Группа Ending Soon заказала Wishingwell Records запись альбома Freewill. Официальный релиз не состоялся, однако в частных коллекциях можно найти крайне редкие тест-прессы этой пластинки[5]
- В 1987 Wishingwell Records планировали выпуск альбома Speak Out группы Bold, однако в результате многочисленных переносов сроков окончания записи и изменений условий проекта он был выпущен в 1988 на студии Revelation Records[6].